# اچ‌دی‌ئی‌ال
اچ‌دی‌ئی‌ال (انگلیسی: HDEL) یک توالی پپتید هدف در مخمرها و گیاهان است که در ریشهٔ کربوکسیلِ ساختارِ آمینو اسیدی پروتئین واقع شده‌است. این توالی اجازه نمی‌دهد که پروتئین از شبکه آندوپلاسمی ترشح شده و بیرون برود و سبب تسهیل بازگشت پروتئین در صورت خروج تصادفی آن می‌شود.
توالی مشابهی به نام کی‌دی‌ئی‌ال، وظیفه‌ای مشابه کی‌دی‌ئی‌ال را در مخمرها به عهده دارد. البته گیاهان می‌توانند از هردو توالی اچ‌دی‌ئی‌ال و کی‌دی‌ئی‌ال استفاده کنند.
حروف اچ‌دی‌ئی‌ال به اسید آمینه‌های زیر اشاره دارد:
- H—هیستیدین
- D—اسید آسپارتیک
- E—اسید گلوتامیک
- L—لوسین

کُد سه‌حرفی به این صورت است: His-Asp-Glu-Leu.